# Star Trek: Destiny
Star Trek: Destiny ist eine von David Mack verfasste Romantrilogie, die im fiktiven Star-Trek-Universum spielt. Sie besteht aus den Romanen Götter der Nacht, Gewöhnliche Sterbliche und Verlorene Seelen. Die Romane erschienen auf Englisch erstmals 2008 im Verlag Pocket Books und auf Deutsch erstmals 2010 bei Cross Cult. Die Haupthandlung findet im Jahr 2381 statt, etwa anderthalb Jahre nach der Handlung des zehnten Star-Trek-Kinofilms Nemesis, und gehört damit zur literarischen Fortsetzung von Star Trek nach Nemesis. Die Romane stellen ein Crossover aus den Star-Trek-Romanreihen bzw. -Fernsehserien The Next Generation, Deep Space Nine, Voyager, Titan und Enterprise dar. In der Trilogie geht es um einen verheerenden Großangriff der Borg auf die Vereinte Föderation der Planeten und deren Verbündete sowie um dessen Vorgeschichte. Dabei wird auch die Entstehung der Spezies Borg thematisiert.

## Handlung

### Vorgeschichte
Im Jahr 2380 kommt es erneut zur Konfrontation zwischen der Föderation und den Borg. Es stellt sich heraus, dass sich die Borg weiterentwickelt haben und nunmehr nicht bloß auf Assimilation, sondern auch auf Absorption zielen. Ein Borg-Kubus absorbiert auf seinem Flug zur Erde den Zwergplaneten Pluto und etliche Sternenflottenraumschiffe, wobei der Kubus anwächst. Durch eine List gelingt es Sternenflottenoffizieren, den Kubus zu zerstören und damit die erneute Assimilation von Picard und Seven of Nine in das Kollektiv sowie die Vernichtung der Erde zu vereiteln. Zu Beginn des Folgejahres bedrohen die Borg abermals die Föderation und drohen ihr mit völliger Vernichtung, da ihre biologischen und technologischen Eigenschaften unwichtig geworden seien. Ein Kubus vernichtet die Föderationswelten Barolia und Acamar.

### Götter der Nacht

#### 22. Jahrhundert
Im Jahr 2156 wird das Sternenflottenraumschiff U.S.S. Columbia im Grenzgebiet von Föderation und Romulanern von den feindlichen Romulanern angegriffen. Beim Fluchtmanöver der Columbia fallen Warpantrieb und Subraumkommunikationsmöglichkeit komplett aus. Um die Versorgung der Crew mit Lebensmitteln zu gewährleisten, lässt Captain Erika Hernandez das Schiff zu einem über 11 Lichtjahre entfernten, offenbar bewohnten Planeten fliegen. Damit der Flug nicht zu lange dauert, erfolgt er mit maximalem Impuls. Er dauert für die Crew wegen der Zeitdilatation nur etwa 60 Tage, tatsächlich dauert er aber 12 Jahre.
2168 trifft die Columbia bei dem Planeten ein, der Erigol heißt und Heimat der Spezies Caeliar ist, die der Föderation bislang unbekannt war. Jede Stadt auf Erigol kann zugleich als Raumschiff funktionieren, die Städte heißen auch Stadtschiffe. In der Hauptstadt Axion angelangt, erfährt das Außenteam, dass die Caeliar der Sternenflottencrew die Rückkehr in ihre Heimat verwehren, um ihre Isolation nicht zu gefährden. Die Caeliar sind pazifistisch eingestellt, besitzen ein Kollektivbewusstsein namens „Gestalt“ und einen riesigen Apparat zur Subraumkommunikation, mit dem sie Kontakt zu evolutionär weiter als sie selbst entwickelten Zivilisationen aufnehmen wollen, dieses Projekt nennen sie „Großes Werk“.
Ein Teil der Columbia-Crew, darunter MACO-Soldaten, ist gegen die Entscheidung von Hernandez, eine Flucht nicht zu wagen, und beginnt deshalb eine Meuterei. Die Meuterer erpressen einen Teil der Caeliar und zwingen sie dazu, zwecks Rückkehr in ihre Heimat einen Subraumtunnel zu öffnen. In der Folge kommt es zu einem Rückkopplungsimpuls aus der von den Caeliar dabei kontaktierten Galaxie und der Stern von Erigol beginnt, zur Supernova zu werden. Dadurch ist die Columbia mit den Meuterern und einer Caeliar-Geisel an Bord zur Flucht durch einen Subraumtunnel gezwungen. Wegen der tödlichen Strahlung in dem Tunnel sterben alle Besatzungsmitglieder augenblicklich. Die Columbia stürzt mit dem einen Caeliar an Bord auf einem Planeten ab. Da gleichfalls der Planet Erigol auseinanderbricht, flieht ein Teil der Caeliar mit den Stadtschiffen Axion, Mantilis und Kintana durch Subraumtunnel, ein anderer, größerer Teil stirbt. Hernandez, fünf andere Menschen und zwölf Caeliar überleben im Stadtschiff Axion, welches fast 60.000 Lichtjahre entfernt von der Erde und 600 Jahre in die Vergangenheit versetzt wird.

#### 24. Jahrhundert
2373 entdeckt die Crew der U.S.S. Defiant zufällig das Wrack der Columbia auf einem Planeten im Gamma-Quadranten. Wegen des einsetzenden Dominion-Krieges kann es zunächst nicht ausreichend untersucht werden. 2381 untersucht die Crew des Sternenflottenraumschiffs U.S.S. Aventine das Wrack der Columbia auf dem Planeten. Die Aventine wird durch Ezri Dax kommandiert, seit kürzlich der Captain des Schiffes und einige Besatzungsmitglieder bei Angriffen der Borg starben. Dax erhofft sich aus der Lösung des Rätsels, warum die Columbia in wenigen Jahren über 70.000 Lichtjahre weit gereist ist, Hilfe bei der Klärung der Frage, wie es den Borg möglich ist, so große Entfernungen in so kurzer Zeit zurückzulegen. Im Zuge der Untersuchungen des Wracks sterben drei Crewmitglieder der Aventine auf zunächst mysteriöse Weise. Die Aventine verfolgt einen plötzlich per Shuttle flüchtenden Caeliar durch einen Subraumtunnel hindurch bis zum Azurnebel im Beta-Quadranten, in die Nähe eines Supernovarestes. Ein Außenteam findet den einst als Geisel auf die Columbia gekommenen Caeliar auf und erfährt von ihm kurz vor dessen Tod, dass er – lange in dem Wrack lebend – auf der Suche nach überlebenswichtiger Energie war und die Besatzungsmitglieder dabei unbeabsichtigt tötete.
Unterdessen greifen die plötzlich mit mehreren Kuben erschienenen Borg aus für die Föderation bislang unbekannten Gründen überraschend schnell einige Welten der Föderation und der Klingonen an. Dabei löschen die Borg teils die gesamte Bevölkerung von Planeten, Städten und Raumstationen aus, wobei Zehntausende sterben. Die Föderation ist dazu gezwungen, sämtliche Kräfte zur Verteidigung zu mobilisieren, darunter auch Frachtraumschiffe. Zur Verteidigung ihrer Planeten und Raumstationen gehen manche Sternenflottenschiffe teils so weit, dass sie Kamikaze-Angriffe gegen Borg-Kuben fliegen. Auf diese Weise verhindern sie etwa, dass ein Borg-Kubus den klingonischen Planeten Khitomer auslöscht. Die Enterprise-E ist das einzige Raumschiff der Sternenflotte, das mit Transphasentorpedos ausgerüstet ist. Diese sind, abgesehen von den Kamikaze-Flügen, die einzige wirksame Waffe der Sternenflotte zur Zerstörung von Borg-Kuben. Die Sternenflottenführung ist gegen Picards Ansinnen, auch andere Sternenflottenschiffe mit dieser Technik auszustatten, weil sie befürchtet, dass sich die Borg dann daran anpassen könnten. Picard kommt kurz in Kontakt mit einer Borg-Königin, die ihre Absicht verkündet, dass die menschliche Rasse komplett ausgelöscht werden soll. Die Unterlegenheit der Sternenflotte gegenüber den Borg, einhergehend mit dem Tod so vieler Individuen, und die bislang offene Frage nach dem Grund für die plötzlich geänderte Taktik der Borg, stürzen Picard in Verzweiflung. Auf der Enterprise entdeckt man an Wrackteilen mögliche Hinweise auf den Herkunftsort der Borg. Dazu gehört auch der Azurnebel, zu dem die Enterprise umgehend Kurs setzt.
Indes ernennt Föderationspräsidentin Bacco mit Seven of Nine ihre neue stellvertretende Sicherheitsberaterin. Zudem kommt der klingonische Kanzler Martok mit seiner Regierung überein, an der Seite der Föderation gegen die Borg zu kämpfen.
Parallel zu diesen Ereignissen entdeckt man auf der U.S.S. Titan im Beta-Quadranten zufällig einige Triquantenwellen, welche auf Borg-Aktivitäten hinweisen könnten. Am Ausgangsort wenige Lichtjahre entfernt angelangt, entdeckt die Titan eine planetenähnliche Sphäre. Als ein Titan-Außenteam deren Inneres untersucht, trifft es auf einige Caeliar und Captain Hernandez, von denen es auf dem Planeten Neu-Erigol willkommen geheißen wird.

### Gewöhnliche Sterbliche

#### 16. bis 24. Jahrhundert
Hernandez und ihre menschlichen Begleiter sind als Folge der Supernova in das Jahr 1519 versetzt worden. Sie leben als Gefangene der Caeliar in deren Stadtschiff Axion. Mit der Axion suchen die Caeliar jahrelang einen neuen, passenden Planeten für Axion. Um dabei ihre Existenz und ihr Großes Werk geheim zu halten und den Zeitverlauf nicht zu beeinflussen, wollen sie mit ihrem Stadtschiff Energie einsparen. Hernandez erfährt von den Caeliar, dass der Energieimpuls, den die Caeliar einst aus einer von ihnen beobachteten Galaxie empfingen, von ihrer eigenen Technologie ausging, offenbar vom Stadtschiff Kintana, das noch deutlich weiter als Axion in die Vergangenheit versetzt worden ist.
Die Menschen auf Axion sind gezwungen, sich ihre Zeit zu vertreiben, und langweilen sich teilweise, sodass zwei von ihnen aus Verzweiflung Suizid versuchen. Dabei stirbt die frühere Chefmedizinerin der Columbia und Sidra Valerian, einst Kommunikationsoffizierin, wird schwer verletzt. Hernandez willigt zu Valerians Rettung ein, dass Inyx an ihr eine experimentelle Behandlung durchführt, bei der ihr Catome injiziert werden. Diese scheitert aber, sodass Valerian stirbt.
Axion treibt Jahrzehntelang mit schwacher Energiesignatur langsam durchs All – bis 1574, als die Caeliar einen geeigneten Planeten für Axion gefunden haben. Bei der Landung von Axion auf dem Planeten, den die Caeliar Neu-Erigol nennen, sind Hernandez und ihre frühere erste Offizierin Fletcher mittlerweile ergraut und altersschwach. Nachdem Fletcher eines natürlichen Todes gestorben ist, ist Hernandez die einzige, von der Columbia stammende Person bei den Caeliar. Während die Caeliar ihr Großes Werk fortsetzen und um den Planeten und den nahen Stern eine Hülle bauen, lässt sich Hernandez durch Inyx davon überzeugen, die einst zu Valerians Rettung versuchte Behandlungsart auch bei ihr durchzuführen. Inyx führt die Prozedur bei Hernandez geheim und ohne das Einverständnis seiner Artgenossen durch. Dabei injiziert Inyx ihr Catome – Nanoroboter, die dafür sorgen, dass die Effekte des Alterns bei Hernandez rückgängig gemacht werden, und die danach in ihrem Körper verbleiben. Die Prozedur ist erfolgreich und Hernandez ist wieder jung wie eine 20-Jährige, bleibt aber für immer auf Neu-Erigol gefangen.
Jahrzehnte später lebt Hernandez nach wie vor auf Neu-Erigol, ist aber trotz eines Lebens in ewiger Jugend nicht glücklich, sodass sie zu der Überzeugung gelangt, einen Fluchtversuch zu planen. Für dessen Vorbereitungen lässt sie sich mehrere Jahrhunderte Zeit, wird jedoch von Inyx entdeckt und von dessen Artgenossen unter verschärfte Sicherheit gesetzt. Im Jahr 2168 gedenken Hernandez und die Caeliar ihrer Flucht vor der Supernova, die ihre anderen Ichs in diesem Jahr durchführen.

#### 2381
Als die Enterprise beim Azurnebel angelangt ist, wird sie von Borg-Kuben angegriffen, wobei es zu einem Hüllenbruch kommt und mehrere Besatzungsmitglieder getötet, verstümmelt oder anders verletzt werden. Mit der Hilfe der eintreffenden Aventine kann die Enterprise vor der Zerstörung bewahrt werden. Enterprise und Aventine untersuchen den Nebel und erkennen, dass er etliche Ausgänge von Subraumtunneln enthält, die den Borg als Einfallstor in das Föderationsgebiet dienen könnten. Um die Borg am weiteren Eindringen in Föderationsgebiet zu hindern, wollen Enterprise und Aventine die Tunnelausgänge verminen, jedoch können sie dies aus technischen Gründen nicht verwirklichen. Picard bestellt daraufhin beim Föderationshauptquartier eine Flotte aus Raumschiffen, die eine Expeditionsstreitmacht zur Abwehr der Borg bilden sollen.
Nichtsdestotrotz wagt es die Aventine, einen der Tunnel zu durchfliegen. Sie verlässt den Tunnel nunmehr aber nicht im Gamma-Quadranten, sondern im Delta-Quadranten. In der Nähe des dortigen Tunnelausgangs entdeckt die Aventine ein riesiges Trümmerfeld, dessen Teile aus Borg-Material bestehen. Kurz nach dieser Entdeckung trifft die Aventine auf die „Kinder des Sturms“, bislang unbekannte Lebensformen, die viele Jahre brauchten, um diesen Teil des Alls von den Borg zu säubern. Die Aventine wird von den Fremden aufgefordert, das Gebiet zu verlassen, und kehrt durch den Tunnel zurück in den Azurnebel.
Unterdessen kommt der Föderationsrat mit führenden Vertretern anderer Mächte des Alpha- und Beta-Quadranten zu einer Sitzung zusammen, um über die Bedrohung durch die Borg zu beraten. Unter anderem Klingonen, Ferengi und Cardassianer sagen zu, kooperativ mit der Föderation gegen die Borg zu kämpfen. Bacco erreicht durch einen Trick, dass die Breen mit den Ferengi kooperieren und nicht mit den Tholianern, die der Föderation gegenüber feindlich gesinnt sind.
Indes erfahren die Mitglieder des Titan-Außenteams um Troi und Tuvok, dass sie fortan Gefangene der Caeliar sind, die ihre Existenz geheim halten wollen. Das Außenteam unternimmt einen Fluchtversuch, jedoch erfolglos, da sie von den Caeliar bemerkt werden. Troi versucht, Hernandez davon zu überzeugen, dem Außenteam bei der Flucht zu helfen.
Die Enterprise durchfliegt einen der Subraumtunnel und erreicht so eine bislang unbekannte Galaxie, in der sich einige Sterne finden, die komplett ummantelt sind und offensichtlich von einer äußerst fortschrittlichen Zivilisation in diesen Zustand versetzt wurden. Ein Kontaktaufnahmeversuch der Enterprise mit den Fremden ist erfolglos, ehe die Enterprise in den Azurnebel zurückkehrt.
Enterprise und Aventine durchfliegen zur Erforschung einen weiteren Tunnel gemeinsam und finden sich nach dessen Passage im Delta-Quadranten wieder, mitten in einem Plasmastrom zweier Doppelsterne. Sie werden dort von einer Flotte Hirogen angegriffen, fliehen aber nicht durch den Tunnel zurück, um die Hirogen nicht auf ihn aufmerksam zu machen. Auf beiden Schiffen gibt es durch die Angriffe Hüllenbrüche, Tote, Verletzte und Vermisste, zudem werden beide Schiffe von einigen Hirogen geentert.
Während Enterprise und Aventine am Rückflug in Föderationsgebiet gehindert sind, versammelt sich die von der Voyager angeführte Expeditionsstreitmacht – bestehend aus Sternenflotte, romulanischen, klingonischen und cardassianischen Raumschiffen – vor den Öffnungen der Subraumtunnel im Azurnebel. Unterdessen gelingt es den Crews von Enterprise und Aventine, die Hirogen zurückzuschlagen bzw. zu töten. Beide Schiffe schaffen es in letzter Sekunde, durch den Subraumtunnel in den Azurnebel zurückzukehren. Die Crews sind schockiert über den Anblick eines riesigen Trümmerfeldes im Azurnebel, welches die Überreste der Expeditionsstreitmacht darstellt. Darunter ist auch die schwer beschädigte Voyager, deren Captain Chakotay berichtet, dass die Flotte durch die Borg ausgelöscht wurde. Es wird deutlich, dass die Borg mit einer Armada von über 7400 Kuben in Föderationsgebiet eingedrungen sind und sich nun an die Vernichtung der Föderationswelten machen. Nach dem Einfall der Borg-Flotte aus dem Subraumtunnel wurden all diese Tunnel geschlossen. Enterprise und Aventine setzen Kurs zur Erde.
Die Crew der Titan ermittelt, dass die Subraumtunnel den Caeliar dazu dienen, entfernte Stellen der Galaxis zu beobachten. Hernandez erscheint plötzlich bei Riker auf der Titan und fordert ihn auf, mit der Titan zum Azurnebel zu fliegen, ehe die Caeliar, die für das Zerstören der Subraumtunnel verantwortlich sind, Hernandez’ Verschwinden bemerken würden.

### Verlorene Seelen

#### 4527 v. Chr.
Das Stadtschiff Mantilis wurde durch die Supernova ins Jahr 4527 v. Chr. versetzt. Zu den Passagieren gehört auch ein Teil der ursprünglichen Columbia-Crew und der MACO-Soldaten. Mantilis ist auf einem erdähnlichen Planeten notgelandet und wurde dadurch schwer beschädigt. Die Menschen kämpfen in einer arktisch-winterlichen Fjordlandschaft um ihr Überleben. Die Caeliar drohen außerhalb ihrer lebensnotwendigen Umgebung bald zu sterben, sodass sie bei den Menschen um Hilfe anfragen. Diese lehnen jedoch ab, weil sie durch eine Vereinigung mit den Caeliar ihre Gesundheit gefährdet sehen. Einige Wochen später sucht die Handvoll verbliebener Menschen Mantilis auf, um die Hilfe der Caeliar doch anzunehmen. Dort eingetroffen, werden sie jedoch plötzlich durch Unbekannte überfallen und in Cyborgs verwandelt. Später im selben Jahr entdecken einige Vertreter der Spezies Kindir, die auf diesem – Arehaz genannten – Planeten heimisch sind, das Stadtschiff und werden ebenfalls von zwei Unbekannten als Cyborgs assimiliert.

#### 2381
Hernandez ist auf der Titan, die beim Azurnebel eintrifft, und erzählt Riker die Geschichte ihres Lebens und ihrer Gefangenschaft bei den Caeliar. Dazu gehört, dass der Azurnebel einst durch die Supernova entstanden ist. Enterprise und Aventine kehren wenig später zum Azurnebel zurück und kommen dort mit der Titan zusammen. Die Captains der drei Schiffe treffen auf der Titan Hernandez.
Unterdessen stellt sich heraus, dass die jetzt erschienenen Borg nicht wie befürchtet über die Möglichkeit der Absorption verfügen. Kanzler Martok führt eine Flotte aus klingonischen Kampfschiffen an, die den Borg jedoch unterliegt und zersprengt wird. Die Flotte aus Borg-Kuben bewegt sich in Richtung Erde, zerstört dabei unter anderem die Föderationswelt Deneva, wodurch weitere Milliarden Individuen auf Föderationsseite sterben. Dabei ist die Borg-Flotte noch etwa acht Stunden von der Erde entfernt. Mittlerweile sind auch weitere Sternenflottenraumschiffe mit Transphasentorpedos ausgerüstet, gegen die die Borg jedoch befürchtungsgemäß resistent werden. Bacco sieht dem Untergang der Föderation entgegen und bestellt ihre Regierungsmitglieder zu einem Treffen ein, ähnlich einer Henkersmahlzeit.
Unter Leitung von Dax beginnt ein Team aus Crewmitgliedern von Enterprise, Titan und Aventine, einen maßgeblich von Hernandez ersonnenen Plan umzusetzen. Dieser sieht vor, dass sich Hernandez an Bord eines Borg-Schiffes begibt, dort unter Nutzung ihrer Catome den Borg-Drohnen vortäuscht, sie sei die Borg-Königin, und die Borg-Kuben damit veranlasst, den Angriff auf die Föderation und ihre Verbündeten abzubrechen. Obwohl Picard den Plan als zu gefährlich ablehnt, wird er durchgeführt. Er gelingt zunächst und die fünf, je etwa fünf Kuben starken Borg-Flotten werden dazu veranlasst, ihre schon begonnenen Angriffe auf Vulkan und andere Welten abzubrechen, auf denen schon Tausende gestorben sind, und aufeinander zu schießen. Indes bemerkt die echte Borg-Königin, dass sich ein Eindringling im Kollektivbewusstsein befindet, wodurch Hernandez ihre Verbindung zum Vinculum trennen muss.
Hernandez hat bei ihrer Verbindung zum Borg-Kollektiv erfahren, dass dieses der Caeliar-Gestalt sehr ähnelt, und schließt daraus, dass Caeliar an der Erschaffung der Borg beteiligt waren. Entgegen der bisherigen Annahme der Caeliar hatte das Stadtschiff Mantilis seine Reise durch den Subraumtunnel überstanden. Die Caeliar und Menschen auf diesem Schiff müssen den Versuch gewagt haben, sich zwecks Überlebens miteinander zu vereinen, wobei sich die negativen Eigenschaften beider Spezies gemischt haben und eine krankhafte Spiegelung von Caeliar und Menschen entstand. Paranoia und fanatischer Wunsch nach Übereinstimmung der Caeliar mischten sich so mit Barbarei und Aggression von menschlicher Seite. Die Schuld an dem Leid, das die Borg verursachten, tragen nicht die Borg-Drohnen – die nur Sklaven sind, mit anderen Worten verlorene Seelen –, sondern die Borg-Königin.
Basierend auf dieser Erkenntnis, fasst Hernandez den Entschluss, die Caeliar in Axion zu kontaktieren, damit diese die Borg von der weiteren Vernichtung der Föderation abhalten. Obwohl der Plan die große Gefahr birgt, dass die Borg die Technologie der Caeliar assimilieren, und trotz Picards Widerspruch, setzen Hernandez und die Sternenflottenoffiziere den Plan in die Tat um. Unter Verwendung eines Solitonimpulses kontaktiert man die Caeliar, die daraufhin von Neu-Erigol aus mit dem Stadtschiff Axion binnen kürzester Zeit im Azurnebel angelangen. Die Caeliar lassen die gefangenen Titan-Crewmitglieder wieder frei. Veranlasst durch die Caeliar und mit der Information, über Partikel 010 zu verfügen, stoppen sämtliche Borg-Schiffe ihren Flug zur Erde, als sie von dieser nur noch wenige Sekunden entfernt sind, und setzen Kurs auf den Azurnebel.
Hernandez steuert Kraft ihrer Gedanken die Gestalt der Caeliar dahingehend, dass sie das Kollektivbewusstsein der Borg-Drohnen auslöschen. Millionen von Borg-Drohnen galaxisweit verlieren dadurch ihren sklavenähnlichen Status und sind nunmehr frei. Axion erstrahlt in hellem Licht, während auf Veranlassung der Gestalt sämtliche Borg-Kuben implodieren. Die Borg existieren nun nicht mehr. Picard und Seven of Nine verlieren ihre geistige Verbindung zu den Borg. Hernandez wirbt ggü. den Caeliar damit, die befreiten Borg-Drohnen in die Gestalt zu integrieren, auch um den Fortbestand der Spezies Caeliar zu sichern. Hernandez sieht sich nun vollends als eine von den Caeliar.
Während Martok auf Qo’noS erfährt, dass allein dort über 70 Millionen Klingonen gestorben sind, hält Bacco auf der Erde eine Rede, die an die Föderationsgesellschaft gerichtet ist. Darin beziffert sie die Anzahl der Toten auf Seiten von Föderation, Klingonen und Romulanern, die es durch die Borg-Invasion gegeben hat, auf 63 Milliarden und die Dezimierung, die die Sternenflotte erlitten hat, auf 40 Prozent. Das Raumschiff Columbia wird in die Flottenwerft Utopia Planitia geschleppt, um dort repariert zu werden.

## Figuren
Bei den Figuren handelt es sich, sofern nicht anders angegeben, um Menschen.
- Besatzungsmitglieder des Raumschiffs Columbia NX-02:
  - Captain Erika Hernandez – Kommandantin
  - Cdr. Veronica Fletcher – Erste Offizierin
  - Lt. Cdr. Kalil El-Rashad – Wissenschafts- und Zweiter Offizier
  - Lt. Karl Graylock – Chefingenieur
  - Lt. Johanna Metzger – Chefmedizinerin
  - Lt. Kiona Thayer – Waffenoffizierin
  - Fähnrich Sidra Valerian – Kommunikationsoffizierin

- MACO-Mitglieder auf dem Raumschiff Columbia NX-02:
  - Major Stephen Foyle – Kommandant
  - Lt. Vincenzo Yacavino – Stellvertretender Kommandant
  - Sg. Gage Pembleton
  - Ensign Tom Steinhauer

- Besatzungsmitglieder des Raumschiffs Enterprise-E: → Hauptartikel
- Besatzungsmitglieder des Raumschiffs Titan: → Hauptartikel
- Besatzungsmitglieder des Raumschiffs Aventine:
  - Captain Ezri Dax – Kommandantin, Spezies: Trill
  - Cdr. Sam Bowers – Erster Offizier
  - Lt. Cdr. Gruhn Helkara – Wissenschafts- und Zweiter Offizier, Spezies: Zakdorn
  - Lt. Lonnoc Kedair: Sicherheitschefin Spezies: Takaranerin
  - Lt. Simon Tarses: Chefmediziner, Spezies: Mensch und Romulaner
  - Lt. Mikaela Leishman: Chefingenieur

- Andere Figuren:
  - Inyx – Chefwissenschaftler der Caeliar
  - Edrin – Chefarchitekt der Caeliar
  - Nanietta Bacco – Präsidentin der Föderation
  - Esperanza Piñiero – Stabschefin von Nanietta Bacco
  - Elim Garak – Cardassianischer Botschafter
  - Martok – Klingonischer Kanzler

## Veröffentlichung
Auf Englisch erschienen die drei Romane im Verlag Pocket Books nacheinander erstmals im September, Oktober und November 2008. Den Sammelband mit allen drei Romanen veröffentlichte der Verlag im März 2012. Die Bände erschienen sowohl gedruckt als auch als E-Book.
Die deutschsprachige Erstveröffentlichung der Einzelromane erfolgte zwischen Juni und Oktober 2010 im Verlag Cross Cult. Übersetzerin ins Deutsche war Stephanie Pannen. Einen Sammelband mit allen drei Romanen gab der Verlag im Juni 2014 mit dem Untertitel Gesamtausgabe heraus; im September 2016 folgte ein weiterer Sammelband als Jubiläumsausgabe, die auf 999 Exemplare limitiert ist. Zusätzlich zur Printausgabe erschienen die Romane auch als E-Books und – zumindest bei Audible – als Hörbücher, die von Lutz Riedel gesprochen werden.